# Долгая Ольша
Долгая Ольша — деревня в Смоленском районе Смоленской области России. Входит в состав Дивасовского сельского поселения. Население — 5 жителей (2016 год). 
Расположена в западной части области в 13 км к северо-западу от Смоленска, в 0,1 км севернее автодороги М1 «Беларусь». В 6 км южнее деревни расположена железнодорожная станция Ракитная на линии Москва — Минск. 

## История
В годы Великой Отечественной войны деревня была оккупирована гитлеровскими войсками в июле 1941 года, освобождена в сентябре 1943 года. 